# Lisec, Trebnje
Lisec este o localitate din comuna Trebnje, Slovenia, cu o populație de 27 de locuitori.